# 558
558 (DLVIII) fue un año común comenzado en martes del calendario juliano, en vigor en aquella fecha.

## Acontecimientos
- 7 de mayo: En Constantinopla, la iglesia de Santa Sofía se derrumba. Justiniano I ordena su reconstrucción.
- Los kutriguros bajo el caudillo Zabergán saquean territorio bizantino.

### Religión
- Fundación de la Abadía de Bangor en el condado de Down, Irlanda del Norte, por el monje irlandés San Comgall.

## Arte y literatura
- Dedicación de San Apolinar Nuovo en Rávena. Mosaicos de Santa Sofía de Constantinopla.[1]

## Fallecimientos
- Childeberto, rey de los francos.